# Broadway Melody 1936
Pour les articles homonymes, voir Broadway Melody.
Pour plus de détails, voir Fiche technique et Distribution.
Broadway Melody 1936 (titre original : Broadway Melody of 1936) - sous-titré La Naissance d'une étoile - est un film musical américain réalisé par Roy Del Ruth, sorti en 1935.

## Synopsis
Les sœurs Hank et Queenie Mahoney arrivent à Broadway et par l'intermédiaire de Eddie Kearns, le fiancé de Hank, elles se font embaucher chez Zanfield, propriétaire d'un cabaret.
Leur essai n'étant pas concluant, elles sont refoulées. Mais un incident survenu à une figurante d'un numéro oblige le metteur en scène à demander à Queenie de la remplacer.
Courtisée par le riche Jock Marriner, c'est cependant d'Eddie Kearns dont elle tombe amoureuse, qui est cependant déjà fiancé à sa sœur, Hank.
Afin de ne pas lui causer de tort, elle se contraint à partir avec Jock Marriner malgré tout. De son côté, Hank voit bien que son fiancé ne lui est pas entièrement attaché et le convainc de retrouver Queenie dont lui aussi est amoureux avant qu'elle ne parte avec son rival.
Finalement, Queenie et Eddie voleront en lune de miel tandis que la sœur délaissée, Hank, partira en tournée avec une nouvelle compagne de scène.

## Fiche technique
- Titre original : Broadway Melody of 1936
- Titre français : Broadway Melody 1936 ou La Naissance d'une étoile
- Réalisation : Roy Del Ruth et W. S. Van Dyke (non crédité)
- Scénario : Jack McGowan et Sid Silvers d'après une histoire de Moss Hart
  - Dialogues : Harry W. Conn
- Production  : John W. Considine Jr.
- Société de production : M.G.M.
- Photographie : Charles Rosher
- Musique : Nacio Herb Brown
  - Direction musicale : Alfred Newman
  - Arrangements musicaux : Roger Edens
  - Paroles : Arthur Freed
- Chorégraphie : Dave Gould et Albertina Rasch
- Montage : Blanche Sewell
- Direction artistique : Cedric Gibbons
- Costumes : Adrian
- Pays d'origine :  États-Unis
- Format : Noir et blanc - 1,37:1 - Son mono (Western Electric Sound System)
- Genre : film musical et romance
- Durée : 101 minutes
- Dates de sortie : 
  - États-Unis :
    - 25 août 1935 (première mondiale à Hollywood)
    - 18 septembre 1935 (première à New York)
    - 20 septembre 1935 (sortie nationale)

  - France : 14 février 1936

## Distribution
- Jack Benny : Bert Keeler
- Eleanor Powell : Irene Foster
- Robert Taylor : Robert Gordon
- Una Merkel : Kitty Corbett
- Sid Silvers : Snoop Blue
- Buddy Ebsen : Ted Burke
- June Knight : Lillian Brent
- Vilma Ebsen : Sally Burke
- Nick Long Jr. : Basil Newcombe
- Robert Wildhack : Hornblow
- Paul Harvey : Scully
- Frances Langford : Elle-même
- Harry Stockwell : Lui-même

Actrices non créditées
- Theresa Harris : Theresa, femme de ménage
- Bernadene Hayes : Une serveuse

## À noter
- Le film reprend le principe de la revue étrenné par Broadway Melody en 1929.